# Burg Kastenbuck
Die Burg Kastenbuck ist eine abgegangene Höhenburg auf 240 m ü. NN im unteren Bereich des Nordostabhangs des Kirnbergs in der Flur „Kastenbuck“ unweit der Mattenmühle und des Kirnhalterhofes beim Ortsteil Bleichheim der Stadt Herbolzheim im Landkreis Emmendingen in Baden-Württemberg.

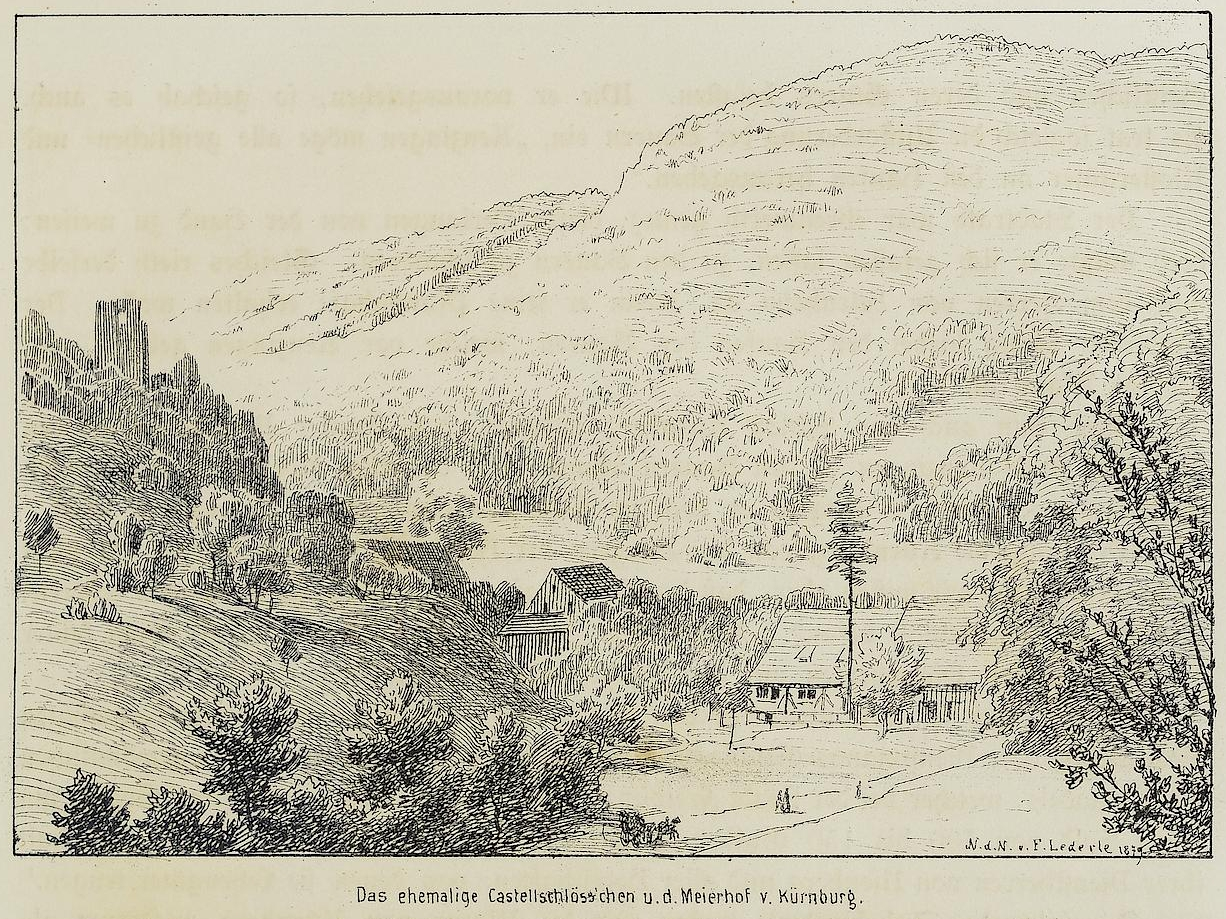
Burg Kastenbuck (1879, links)

Die Hangburg war möglicherweise der Stammsitz der Meier von Kastenhofen. Sie wurde wohl im 12. Jahrhundert erbaut, 1203 erwähnt und nochmals 1405 als „Castilhovin“ genannt. Im 19. Jahrhundert waren noch Reste eines turmartigen Gebäudes sichtbar, wie eine Zeichnung von Franz Joseph Lederle aus dem Jahr 1879 zeigt.

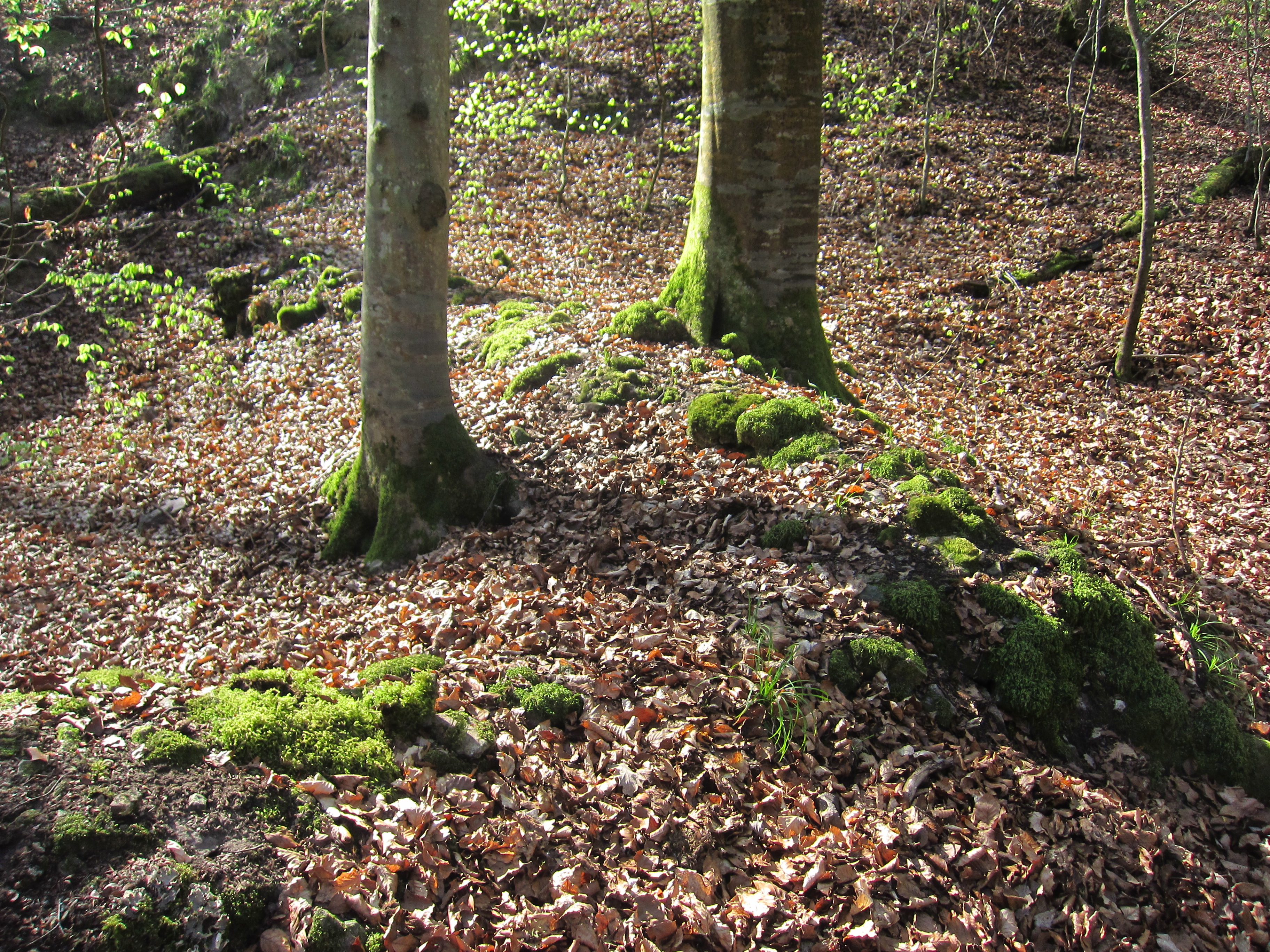
Nordwestecke des ehemaligen Gebäudes

Die Burg wurde auf einem Burgareal von 60 mal 40 Metern mit einem Turmhügel an der südlichen Ecke durch Vermessungen 1999 nachgewiesen. Es ist unwahrscheinlich, dass es sich um eine Vorgängeranlage der Kirnburg handelt. Von der ehemaligen Burganlage sind der Turmhügel, Gräben und die Konturen eines 10 mal 20 Meter großen Gebäudes erhalten.
Nach einer neuen Theorie könnte es sich bei Burg Kastenbuck um einen befestigten Kornspeicher gehandelt haben.